# Insel Reichenau (Landschaftsschutzgebiet)
Diese außerhalb der Ortschaften gelegenen Flächen auf der Insel Reichenau sind vom Landratsamt Konstanz am 20. März 1954 durch Anordnung als Landschaftsschutzgebiet ausgewiesen worden. In den Jahren 1959 und 2004 wurden die Schutzgebietsgrenzen verändert. 

## Lage
Das Schutzgebiet umfasst die Flächen auf der Insel Reichenau im Untersee, soweit sie im Außenbereich, also nicht im Bereich der im Zusammenhang bebauten Ortsteile liegen. Das Gebiet liegt vollständig in der Gemeinde Reichenau. 
Naturräumlich gehört das Gebiet zur Haupteinheit Hegau in der Großlandschaft Voralpines Hügel- und Moorland, speziell zur Mittleren Hegau-Untersee-Senke, in der die Insel Reichenau eine eigene Untereinheit bildet.

## Landschaftscharakter
Die Landschaft besteht hauptsächlich aus ackerbaulich genutzten Flächen, auf denen vor allem Gemüse angebaut wird. Auch die zahlreichen Gewächshäuser sind landschaftsbildprägend. Die Seeuferbereiche im Landschaftsschutzgebiet sind von Schilfröhricht dominiert, soweit sie nicht für Freizeitzwecke genutzt werden.

## Zusammenhängende Schutzgebiete
Das Landschaftsschutzgebiet grenzt im Westen an das Natur- und Landschaftsschutzgebiet Wollmatinger Ried-Untersee-Gnadensee.
im Uferbereich gibt es Überschneidungen mit dem FFH-Gebiet Bodanrück und westl. Bodensee und dem Vogelschutzgebiet Untersee des Bodensees.